# Poladpur
Poladpur é uma vila no distrito de Raigarh, no estado indiano de Maharashtra.

## Demografia
Segundo o censo de 2001, Poladpur tinha uma população de 5297 habitantes. Os indivíduos do sexo masculino constituem 50% da população e os do sexo feminino 50%. Poladpur tem uma taxa de literacia de 74%, superior à média nacional de 59.5%: a literacia no sexo masculino é de 79% e no sexo feminino é de 69%. Em Poladpur, 13% da população está abaixo dos 6 anos de idade.